# Чхондогё
Чхондогё (кор. 천도교?, 天道敎?), или чхондоизм, — национальное религиозное движение Кореи, возникшее в XX веке в качестве преемника движения тонхак XIX века. С корейского языка чхон-до переводится как «небесный путь», где чхон — небо, а до — путь.
Вобрало в себя элементы буддизма, конфуцианства, христианства и даосизма, впоследствии возникло множество различных сект и религиозных течений на основе чхондогё. Число приверженцев в начале XXI века — 1,13 миллиона человек в Южной Корее и 2,8 миллиона человек в Северной Корее.

## История
Чхондогё возникло из движения тонхак («Восточное учение») времён государства Чосон.
Основные принципы тонхака были сформулированы Чхве Чеув 1860-х годах. Оно изначально противопоставлялось католицизму, который был известен в Корее как «Западное учение» (Сохак). В основе тонхака лежало конфуцианская этика и стремление построить рай на земле. Сам основатель говорил, что тонхак — это синтез трёх религий: конфуцианства, даосизма и буддизма. Распространение учения привело к крестьянским волнениям, из-за которых Чхве Чеу был казнён в 1864 году. Эгалитарно-утопические идеи Тонхак способствовали его превращению в знамя национально-освободительной и антифеодальной борьбы корейского крестьянства в 1893—1895 г.
В 1905 году корейские националисты создали главные положения чхондоизма, базируясь на основах тонхака. Новая религия быстро нашла сторонников в корейском обществе. Король Коджон оказывал посильную поддержку новому течению.
Японское колониальное правительство всячески препятствовало развитию тонхака, видя в нём угрозу поднятия национального самосознания корейцев. Членов движения тонхак арестовывали и наказывали.
1 декабря 1905 года третий патриарх (сонса́) Восточного учения Сон Бёнхи (1861—1922) решил модернизировать учение тонхак, сделав его легитимной в глазах японских властей. В результате название было сменено на «чхондоизм». В Сеуле было создано Центральное управление Чхондогё, в разных районах страны к концу года действовали 72 прихода. В 1907 г. в Сеуле были открыты курсы для ознакомления молодёжи с доктриной Чхондогё. С этого момента в идеологии движения активнее стала звучать пропаганда национального сплочения и необходимости просвещать народные массы.

## Основные концепции
Основа догматики Чхондогё была изложена Чхве Джеу в его сочинении «Тонгён тэджон» («Великое учение Восточного канона») и «Ёндам юса» («Забытые деяния Драконова пруда»).
Доктрина Чхондогё включает следующие основные положения:
1. представление о божественности человека (сичхонджу — «Бог в Человеке»); По воззрениям последователей чхондогё, Бог присутствует в душе каждого человека, однако человек не равен Богу. Основной принцип чхондогё — единство Бога и Человека.
2. идея единобожия; Бога в чхондогё называют Хануллим или Хананим (한울님 или 하나님). Это специфически корейское понимание природы божественного создания, основанное на мистическом опыте Чхве Джеу. Бог воплотился в корейском первопредке Тангуне.
3. учение о познанности и непознанности, о деянии через недеяние;
4. догмат об обязанности каждого человека служить другому человеку как Богу;
5. постулат о священном ожидании;
6. учение о рае на земле (Чисан чхонгук), о том, что человека ждёт рай, идеальный мир здесь, а не в потустороннем мире. В этом отношении идеи чхондогё близки социализму.

## Обряды
В обрядовой жизни последователи Чхондогё выполняют 5 установлений («огван»): обращаются с молитвой к Богу (каждый верующий в 9 часов вечера и вся семья в полночь); ставят сосуд с чистой водой в качестве жертвоприношения Богу; организуют религиозное братство; во время каждой трапезы и в конце каждой недели выделяют рис в качестве дара церкви; совершают молитву в церкви. Культовая практика состоит из собраний, проводимых в своеобразных церквах, отдалённо напоминающих протестантские храмы.

## В политике
В КНДР действует Партия молодых друзей небесного пути, представленная в парламенте и в президиуме парламента страны.